# Duboisius
Duboisius is een geslacht van kevers van de familie snoerhalskevers (Anthicidae).

## Soorten
- D. arizonensis (Champion, 1916)
- D. barri Abdullah, 1964
- D. brevicornis Abdullah, 1964
- D. texanus Abdullah, 1961
- D. wickenburgiensis Abdullah, 1961